# Куц Геннадій Володимирович
Генна́дій Володи́мирович Ку́ц (1991—2014) — сержант Збройних сил України, учасник російсько-української війни.

## З життєпису
Народився 1991 року в селі Ковпита (Чернігівський район, Чернігівська область). Закінчив ЗОШ села Ковпита та Чернігівський професійний будівельний ліцей.
2011 року призваний до лав Збройних Сил України. Служив за контрактом, командир танка танкового взводу військової частини В1688. З літа 2014-го брав участь у боях.
Загинув 19 серпня 2014 року під Луганськом під час обстрілу, вчиненого терористами з «Градів». Помер у госпіталі від постопікового шоку.
Вдома залишилися батьки, брат та наречена. Похований 22 серпня 2014 року у селі Ковпита Чернігівського району.

## Нагороди та вшанування
- 31 жовтня 2014 року за особисту мужність і героїзм, виявлені у захисті державного суверенітету та територіальної цілісності України, вірність військовій присязі під час російсько-української війни, відзначений — нагороджений орденом «За мужність» III ступеня (посмертно)
- нагрудним знаком «За оборону Луганського аеропорту» (посмертно).[2]
- Відкрита меморіальна дошка в Чернігівському професійному будівельному ліцеї на честь Максима Головатого, Максима Коваля, Євгена Кравченка, Геннадія Куца, Анатолія Сокирка, Сергія Петрика.[1]
- Вшановується 19 серпня на щоденному ранковому церемоніалі вшанування українських захисників, які загинули цього дня в різні роки внаслідок російської збройної агресії[3]
- Його портрет розміщений на меморіалі «Стіна пам'яті полеглих за Україну» в Києві: секція 3, ряд 3, місце 1.